# Château de Kergroadès
Le château de Kergroadès (Kergroadez en breton) est un château du XVIIe siècle situé sur la commune de Brélès, dans le département du Finistère, en région Bretagne.
Il fait l’objet d’un classement au titre des monuments historiques depuis mai 1995.

## Historique
Proche de Brest, situé entre Lanrivoaré et Brélès, le château de Kergroadès, fut construit de 1598 à 1613, pour François III de Kergroadez, seigneur du lieu, du Bois, de Kerver, de Kerangomar, chevalier de Saint-Michel, issu d'une famille très ancienne dont le blason était fascé de six pièces d'argent et de sable, et de la devise en bon espoir". Sa terre de Kergroadez venait d'être érigée en marquisat par Henri IV qu'il avait soutenu pendant les guerres de la Ligue. Cinq cents personnes ont travaillé pendant une quinzaine d'années pour construire le château.
La famille de Kergroadez l'occupe jusqu'en 1760, date à laquelle le château tombe en quenouille, diverses familles se succédant dont la famille de Kerouartz. Son dernier propriétaire sous l'ancien Régime est le marquis de Roquelaure, qui fut guillotiné.
Pendant la Révolution, il sert en 1794 d'hôpital militaire pour le camp militaire de Saint-Renan, puis tombe progressivement en ruine.
Benjamin Girard décrit ainsi l'état du château de Kergroadès en 1889 : 

« Le château de Kergroadès, dont les ruines imposantes existent encore, a été bâti au XVIIe siècle, sur l'emplacement d'un château beaucoup plus ancien. Pendant la Révolution, cette belle habitation fut transformée en hôpital pour les troupes du canton de Saint-Renan ; elle est maintenant complètement abandonnée, et quelques années ont suffi pour faire de ce riche château une vaste ruine. »

Le château est racheté et restauré par divers propriétaires privés, notamment la famille Chevillotte à partir de 1913 (l'armateur brestois Julien Chevillotte épouse en 1913 Valentine Mével, l'héritière du château, puis leur fils Emmanuel exploita la ferme jusqu'en 1991). La charpente, la toiture, les menuiseries et les aménagements intérieurs ont été entièrement refaits ab nihilo, mais les travaux sont mal faits et de nombreuses fuites apparaissent rapidement dans les toitures neuves. Les propriétaires intentent des procès, mais la Première Guerre mondiale survient, les couvreurs sont mobilisés et l' entrepreneur ne peut réparer. Lassée d'être toujours confrontée à des fuites restées importantes, la famille Chevilotte vend en 1991 le château à un marchand d'art polonais.
En 1995 le château et ses abords sont classés monument historique.
En 2000 Kergroadès est acheté par la famille Jaclin qui s’attache depuis à le restaurer ( «Il y avait plus de 200 bassines sous les toits pour recueillir l'eau de pluie ! » dit le nouveau propriétaire) et à l’ouvrir au public. La restauration des 155 fenêtres et des portes extérieures, sur le modèle de celles du XVIIe siècle a débuté en 2009. Installé au cœur d'un parc de 22 hectares, le domaine est animé par les membres d'une association :  Les Amis de Kergroadez.

## Description
Kergroadès est un grand édifice carré, flanqué de tours à meurtrières aux quatre angles. L'une d'elles est surmontée d'une coupole, l'autre est couronnée par une plate-forme revêtue d'un parapet à mâchicoulis.
Le logis est constitué de trois ailes en « U » entourant une cour fermée par une galerie percée du portail d'honneur.
À l'entrée, se trouve un mur de protection surmonté d'une terrasse supportée par des arcades, dans lequel s'ouvrent deux portes, une cavalière et une piétonne, encadrées l'une et l'autre de pilastres d'ordre ionique. On lit sur la corniche un verset de l'Ecclésiaste :
"Si non in timore di tenveriste instanter cito subvertatur domus tua"
(Si tu ne te maintiens pas constamment dans la crainte du Seigneur, ta maison sera anéantie).
On aperçoit, de la cour d'honneur, le manoir, demeure imposante, inspirée du château de Kerjean à Saint-Vougay. De Renaissance bretonne, le château conserve un caractère défensif. La cour est fermée par un parapet de défense. La façade est percée de nombreuses et larges fenêtres à croix de pierres et surmontée de croisées de mansardes richement sculptées.
L'accès se fait par deux allées.

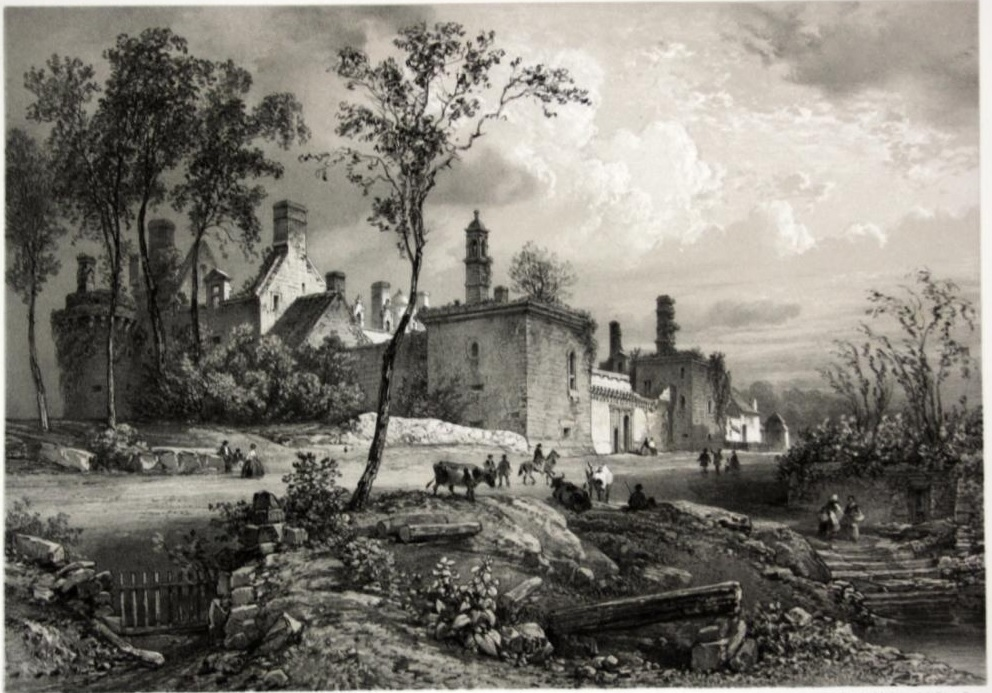
Ruines du château de Kergroadez par Félix Benoist 1860.
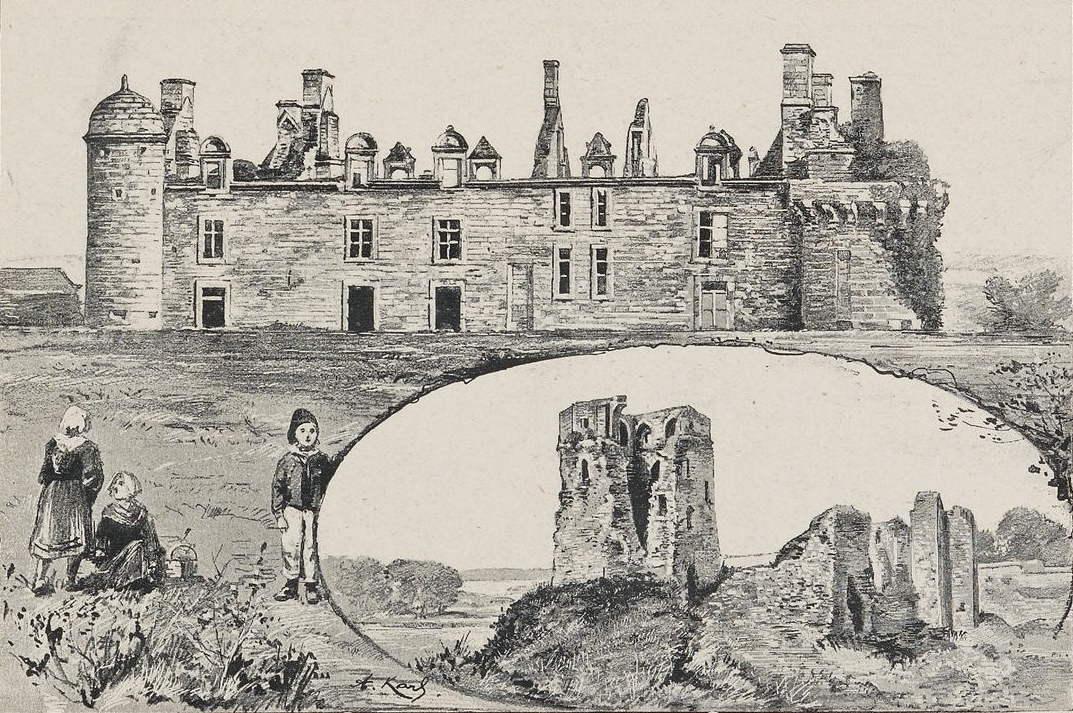
Les châteaux de Kergroadès et Trémazan en ruines (dessin de A. Karl, 1893-1894).
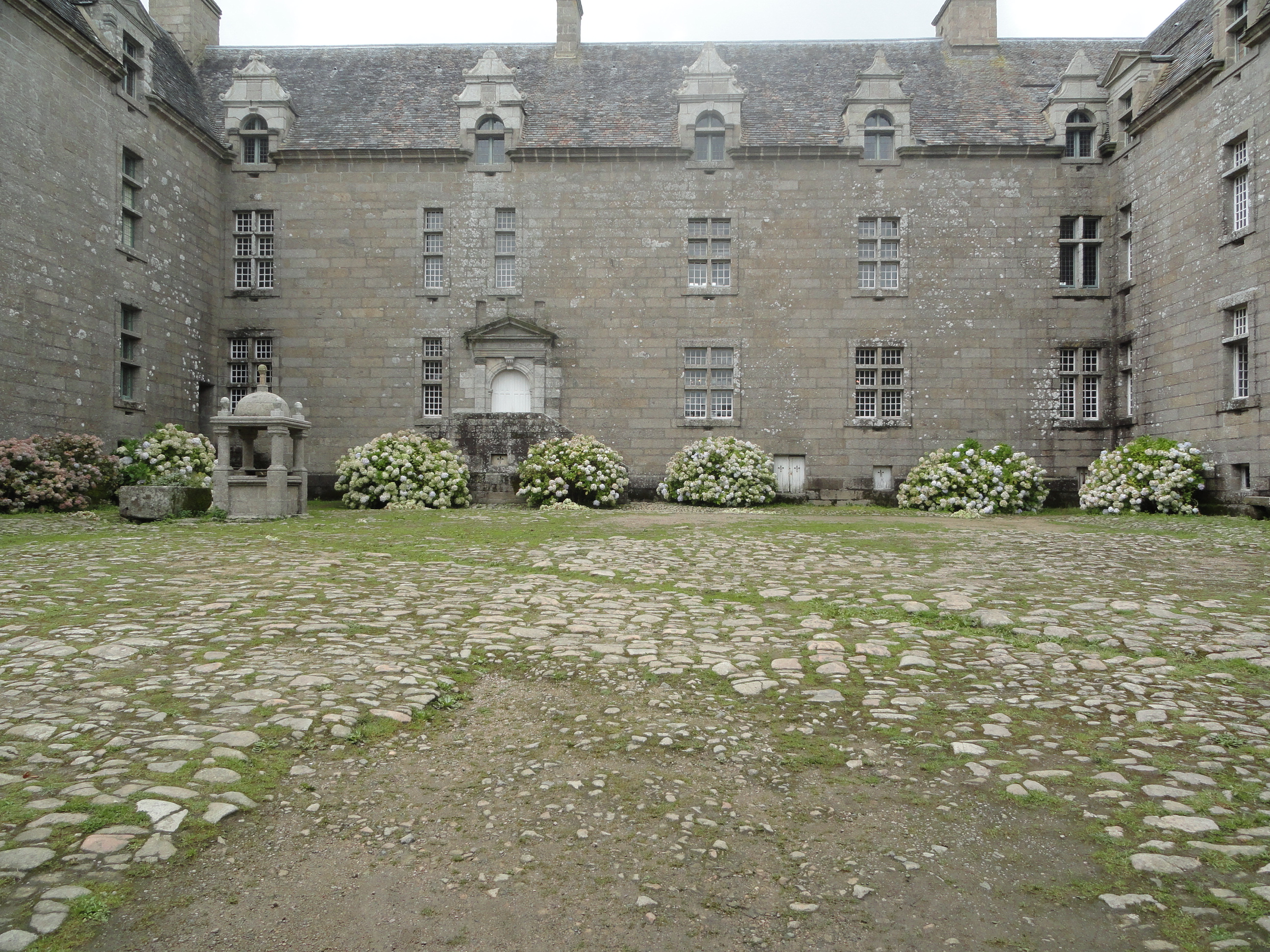
Cour et logement.
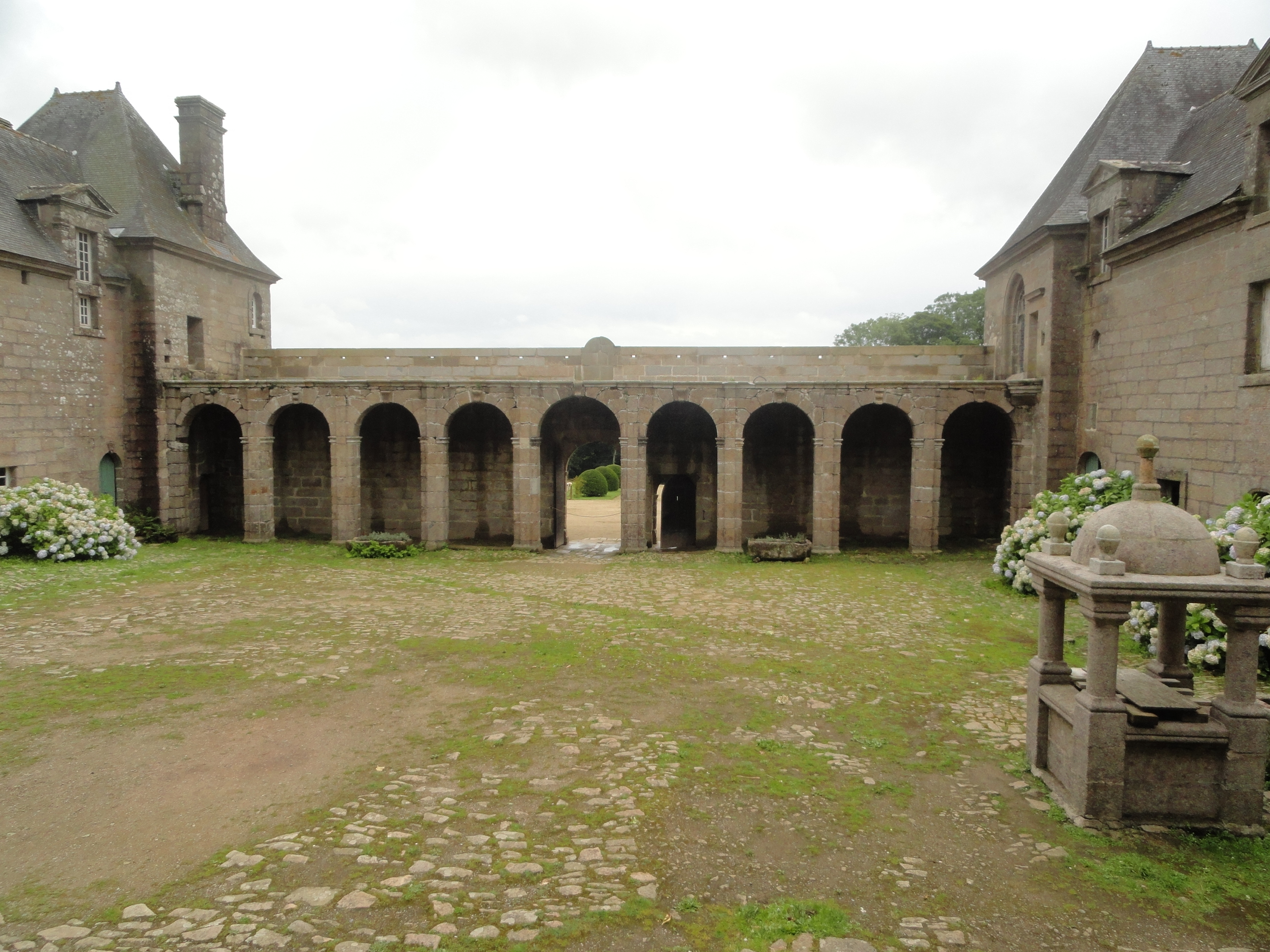
Cour, vue vers le portail d'entrée.
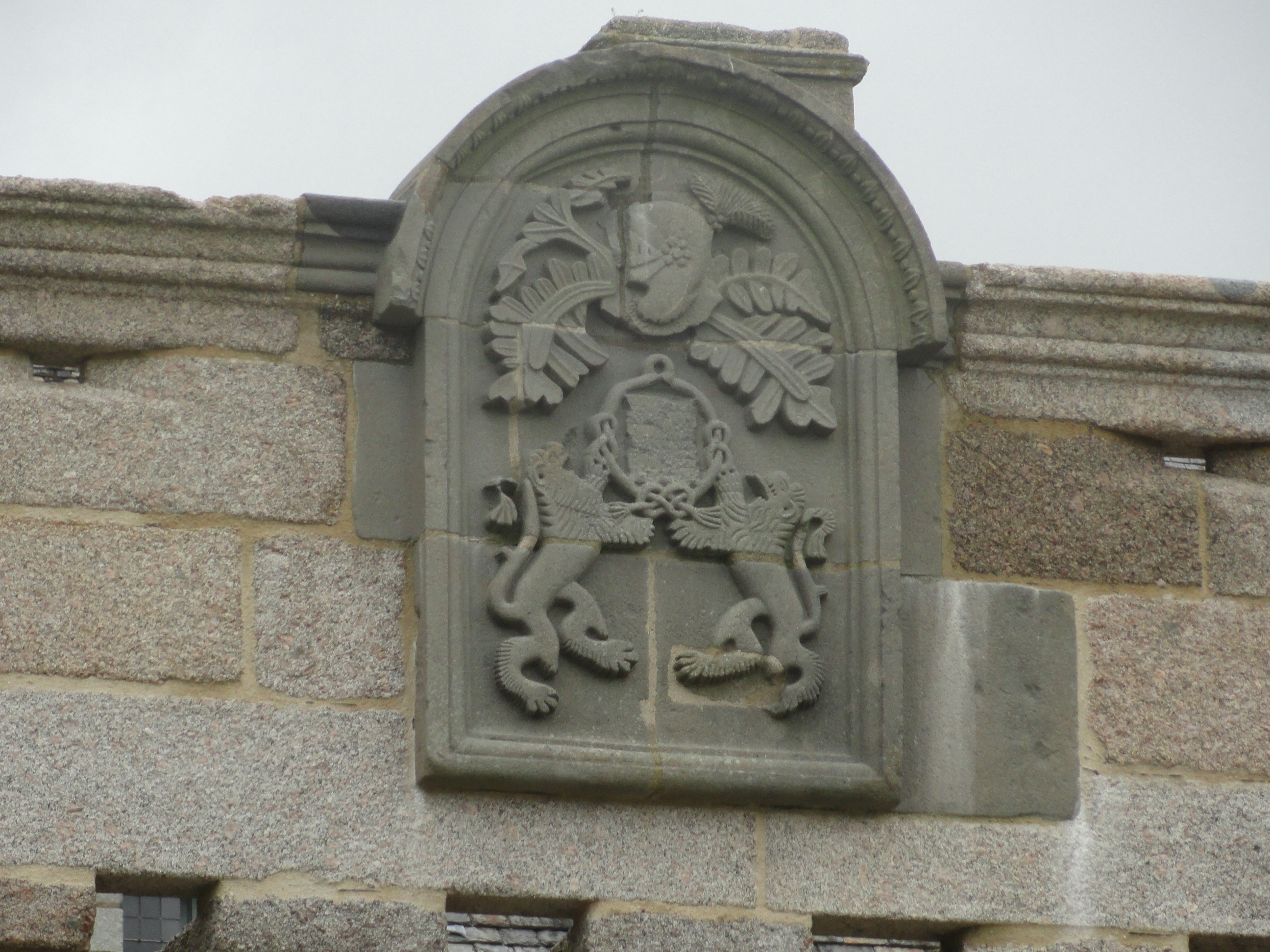
Blason.
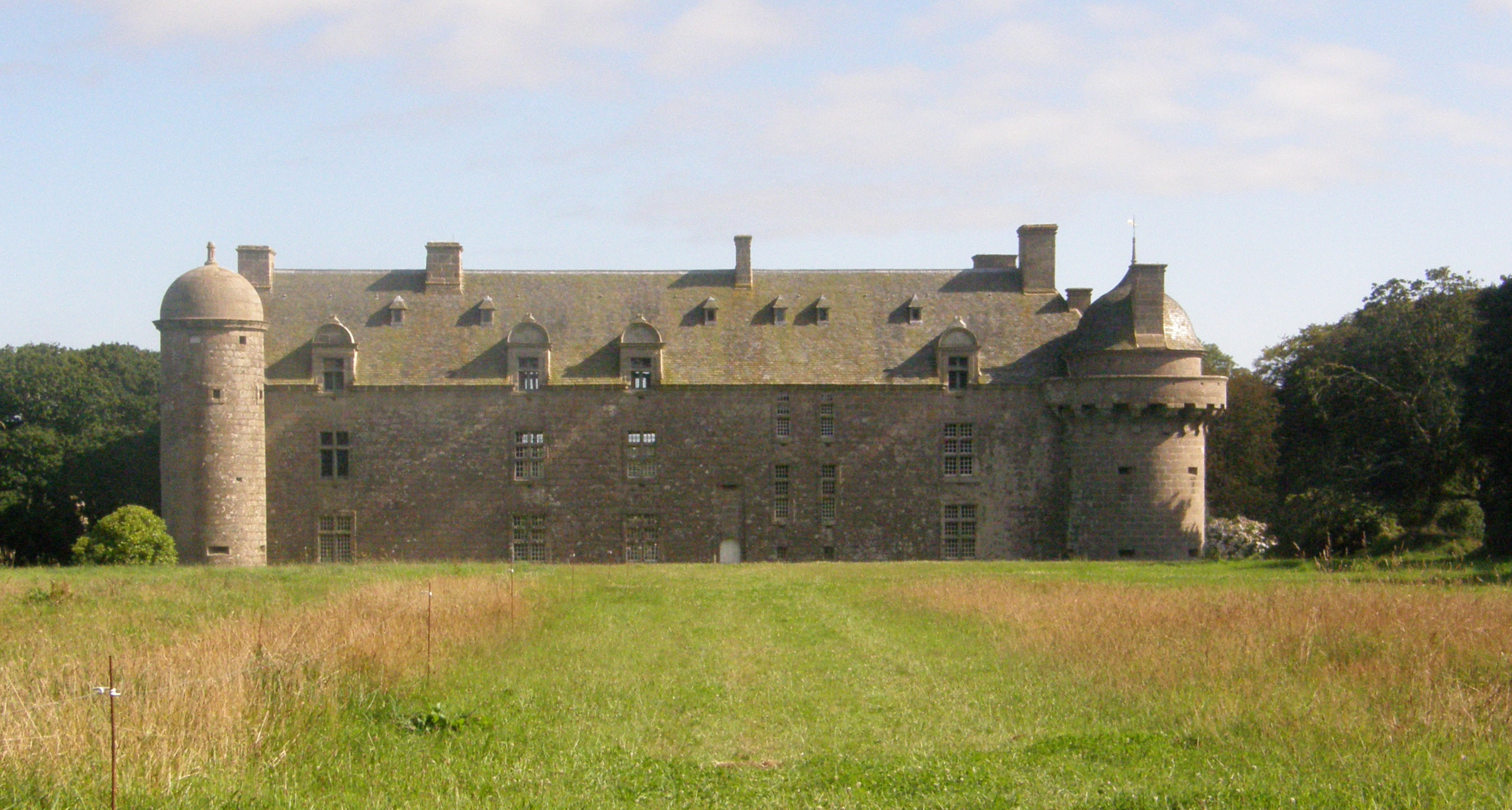
Vue de derrière.

## Parc et jardins
Le jardin d'agrément du château de Kergroadès est un jardin régulier inscrit au pré-inventaire des jardins remarquables. Il est constitué de jardins en terrasse et d'anciens jardins actuellement en prairie. Dans les jardins se trouvent une fontaine-lavoir et l'ancienne ferme.

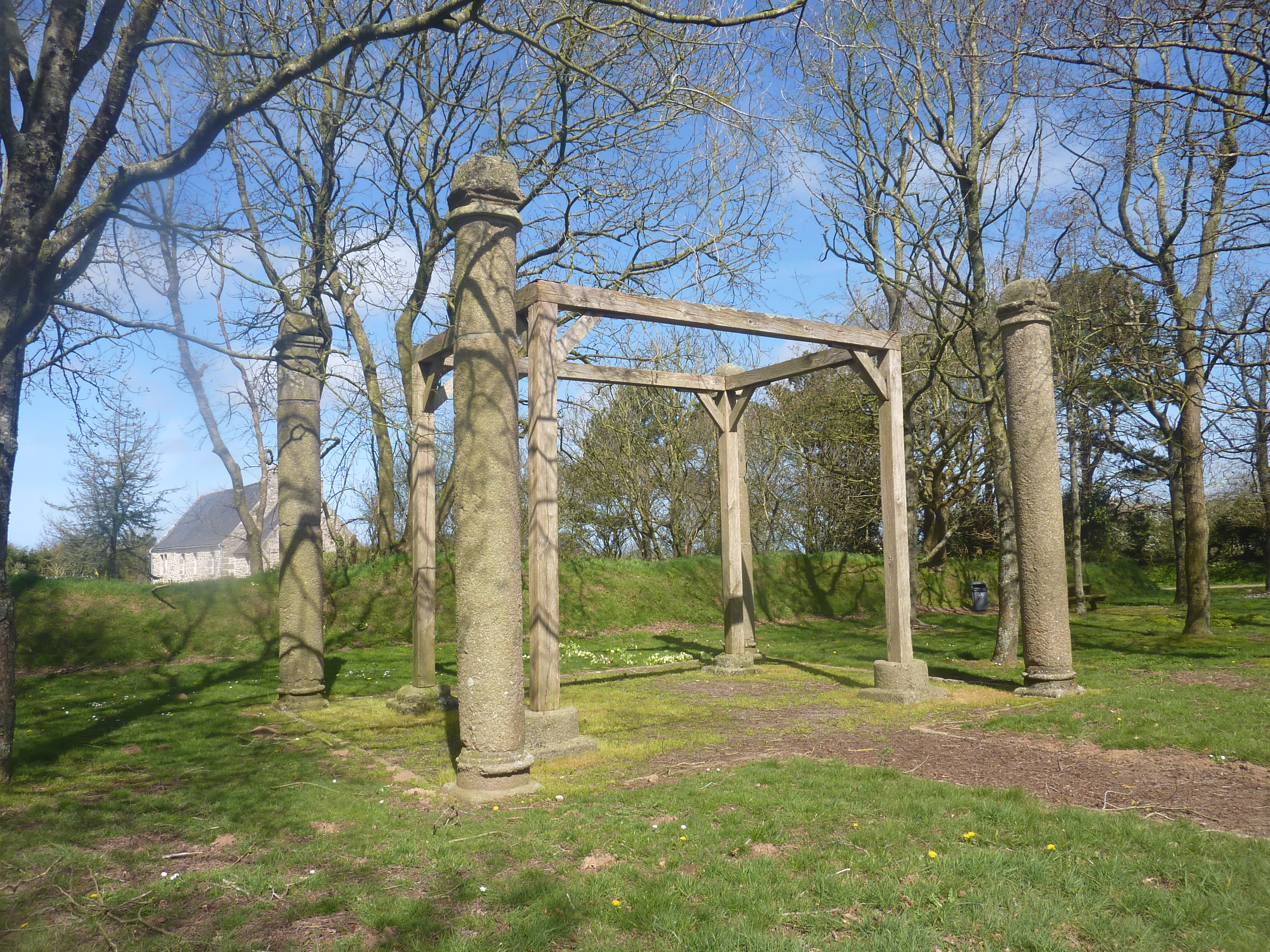
Les colonnes de justice (poteaux de justice) de Kergroadez.

On peut voir dans le parc les anciens poteaux de la justice « patibulaire » à « quatre posts »  (poteaux de justice) qui dateraient du XVIe siècle, de l'époque de l'ancien manoir qui précéda le château actuel.

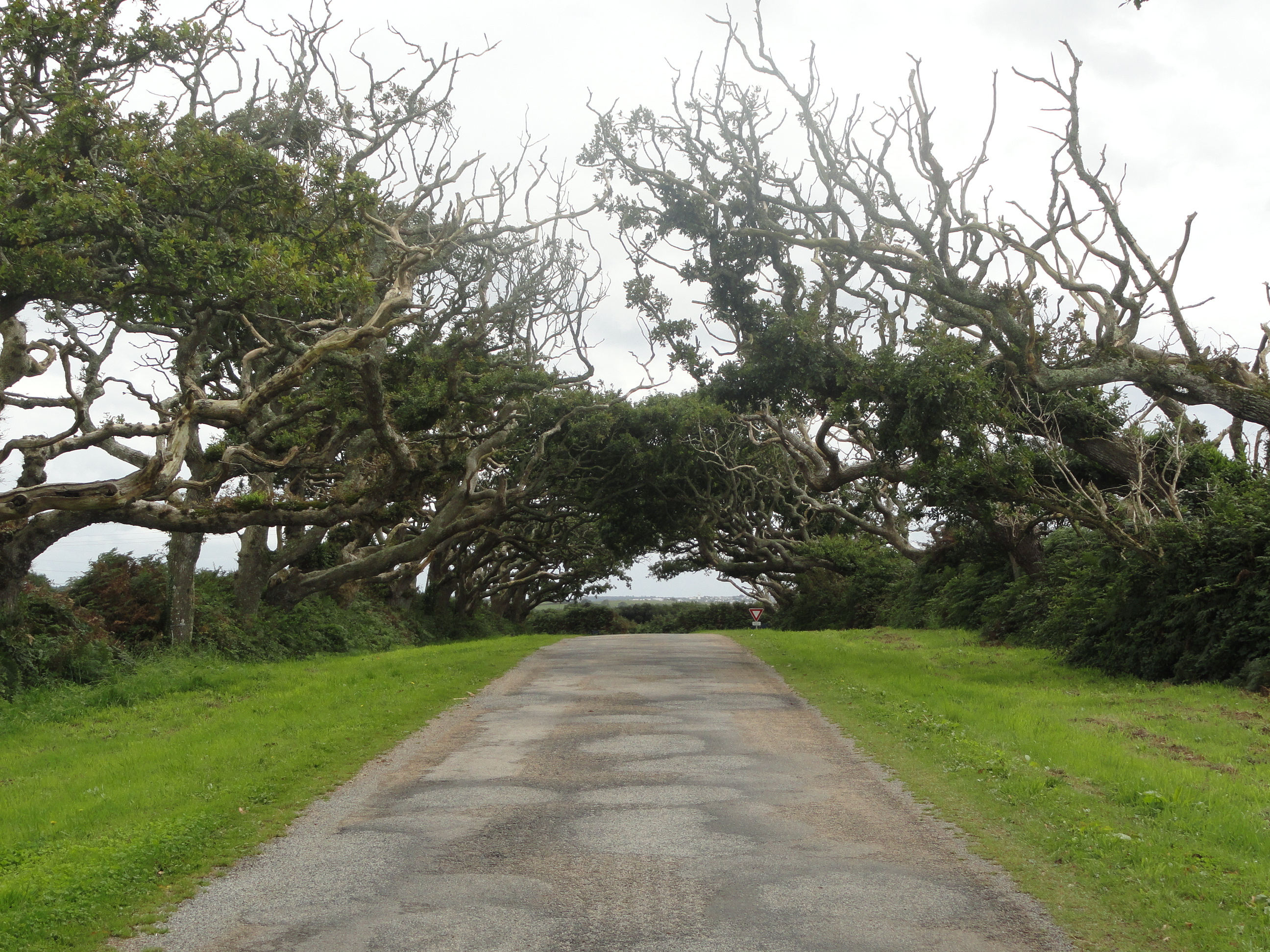
Route d'accès.
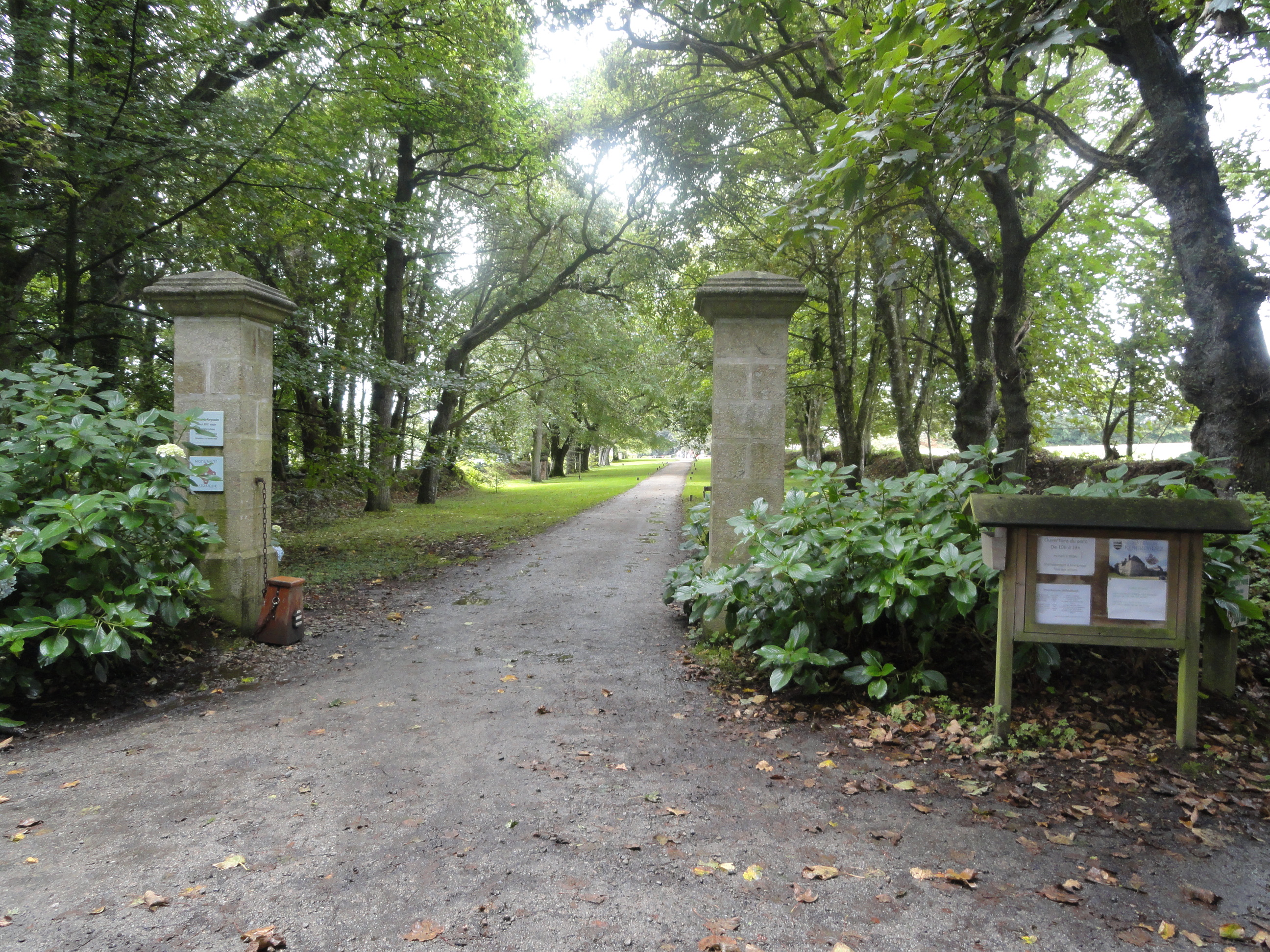
Portail d'entrée du parc.
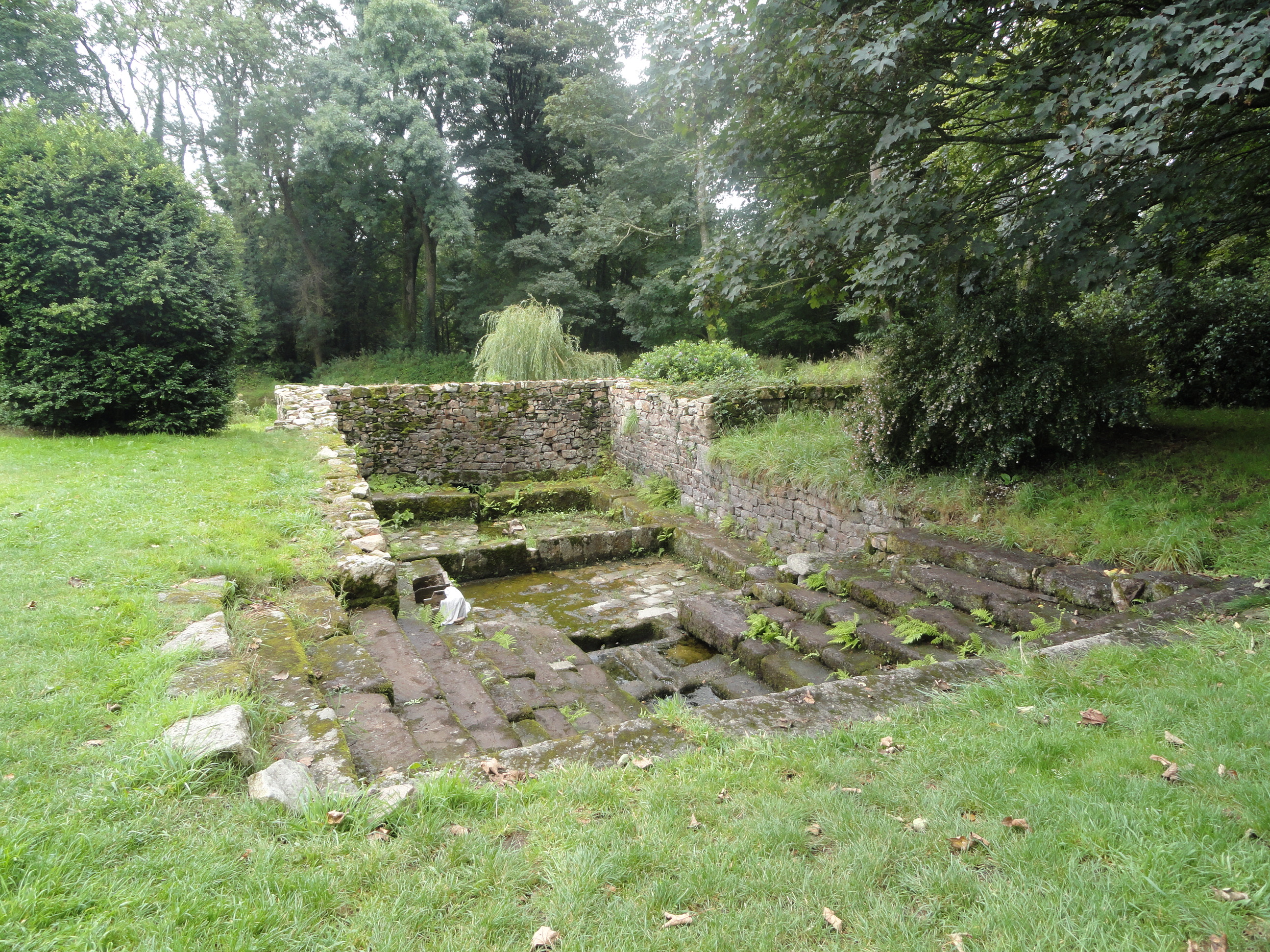
Lavoir.
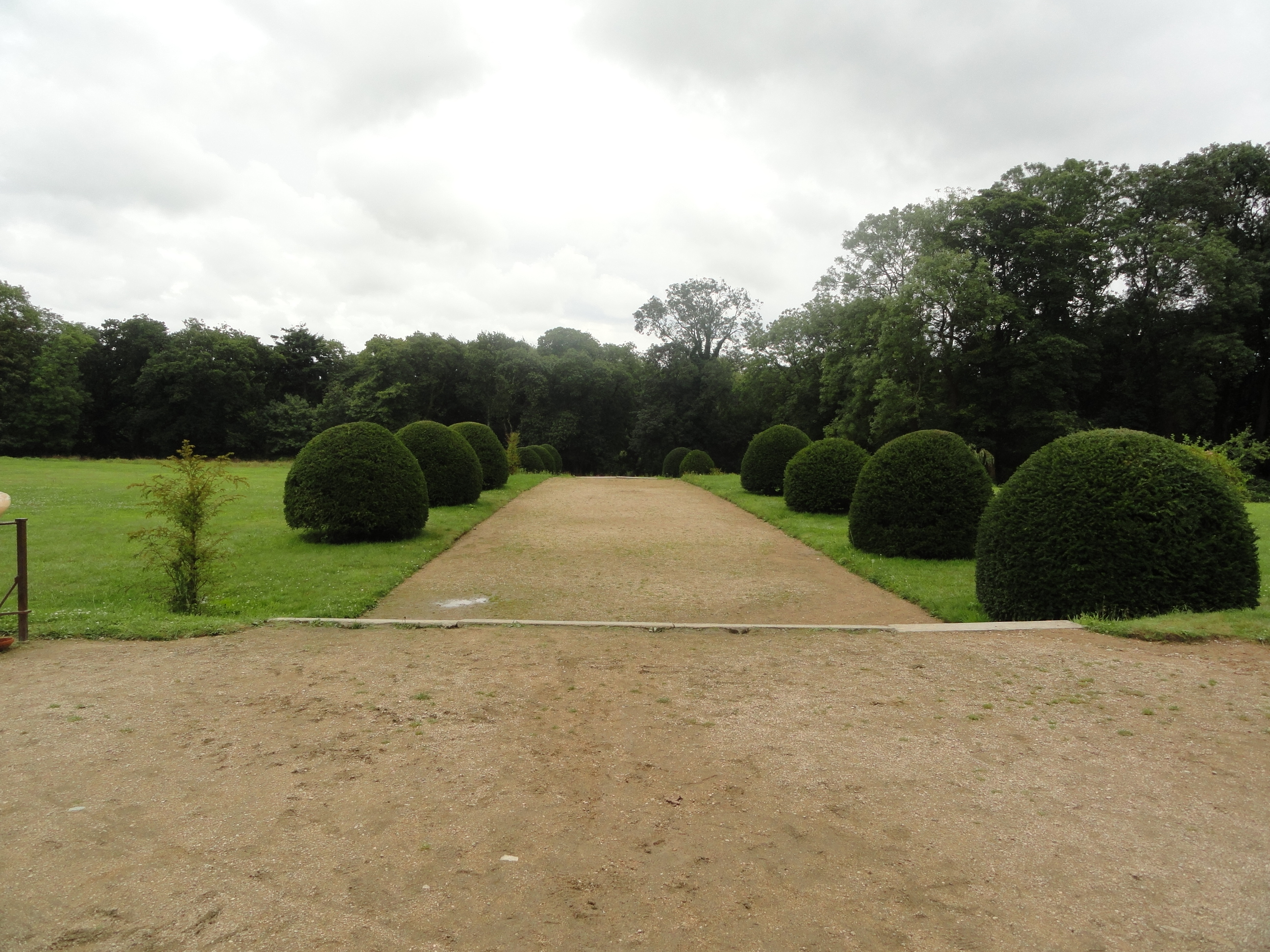
Jardin.